# Сребролистна липа
Сребролистната липа (Tilia tomentosa) е дърво високо до 30 m, младите клонки с опадващо власинки, листата са до 10 cm, отгоре тъмнозелени, отдолу с гъсти сивобелезникави власинки. Цветовете са силноароматни, плодът е сферично овласено орехче с изпъкнали ребра. Среща се в долния и среден височинен пояс до 1500 m н.в., лечебно растение, използва се за пчелна паша.
- Листа и плодове
- Като парково дърво
- Tilia tomentosa

## Други
На сребристата липа е наречена улица в квартал „Гърдова глава“ в София (Карта).